# Кушнарьов Євген Петрович
Євге́н Петро́вич Кушнарьо́в (нар. 29 січня 1951, Харків, Українська РСР — пом. 17 січня 2007, Ізюм, Харківська область, Україна) — український політик, міський голова Харкова (1990-1996), Голова Адміністрації Президента України (1996—1998), голова Харківської обласної державної адміністрації (2000—2004), голова Харківської обласної ради (2004-2005). Був одним із лідерів Партії регіонів.

## Життєпис

Могила батьків

У 1968 року вступив до Харківського інженерно-будівного інституту, який закінчив 1973 року, здобув кваліфікацію інженера-механіка.
З 1973: інженер-конструктор, механік, начальник ремонтно-механічного цеху, заступник начальника конструкторського відділу Харківського заводу залізобетонних конструкцій № 1.
З червня 1981 до квітня 1990 перебував на партійній роботі. У цей період працював інструктором, заступником завідувача відділу пропаганди та агітації Орджонікідзевського райкому партії Харкова, інструктором, заступником завідувача оргвідділу (з 1987), завідувачем відділу адмінорганів, завідувачем оргвідділу Харківського міськкому КПУ.
У 1989 став одним з ініціаторів створення Демократичної платформи КПРС та КПУ, співголова Харківського міського партклубу.
Березень 1990 — квітень 1994 — Народний депутат України 12 (1) скликання, Салтівський виборчий округ № 376, Харківської області. Брав безпосередню участь у розробці Конституції України, найважливіших законодавчих актів, проводив велику роботу з консолідації Верховної Ради України, зміцненню міжнародних зв'язків України.
Квітень 1990 — квітень 1998: голова Харківської міськради, з 1991: голова Харківського міськвиконкому. Був фундатором становлення і розвитку місцевого самоврядування в Україні, обирався президентом Асоціації міст України у 1994—1997 рр. Академік Академії муніципального управління.
У 1994 заснував Харківський Фонд підтримки молодих обдарувань.
У 1995 очолив Народно-демократичне об'єднання «Нова Україна», а в 1996 став одним із засновників Народно-демократичної партії (заступником, а згодом першим заступником голови партії).
Грудень 1996 — листопад 1998 — Глава Адміністрації Президента України. Перебуваючи на цій посаді, був головою Комісії з державних нагород України (з лютого 1997), головою наглядової ради Президентського оркестру (з червня до листопада 1998), заступником голови Державної комісії з проведення в Україні адміністративної реформи, членом Ради національної безпеки і оборони України (з серпня 1997).
З березня 1997 по лютий 1999 — голова Національної ради з питань молодіжної політики.
Листопад 1998 — жовтень 2000 — перший заступник голови Народно-демократичної партії. На президентських виборах 1999 — координатор блоку політичних партій «Наш вибір — Леонід Кучма!».
У жовтні 2000 повертається до Харкова, де до грудня 2004 очолює Харківську облдержадміністрацію.
На президентських виборах 2004 активно підтримував Віктора Януковича, зокрема брав участь у Сєвєродонецькому з'їзді депутатів всіх рівнів, що пізніше дало привід для звинувачення учасників сєвєродонецького з'їзду у сепаратистських закликах.
У березні 2006 обраний народним депутатом України 5 скликання від Партії регіонів, № 11 в списку, а також керівник передвиборчого штабу Партії Регіонів. Невдовзі став заступником голови фракції ПРУ в Верховній Раді.

## Смерть
16 січня 2007 під час повернення з полювання зазнав вогнепального поранення черевної порожнини, яке стало для Кушнарьова смертельним. Помер 17 січня 2007 в районній лікарні м. Ізюм Харківської області. За непідтвердженими даними, смертельне поранення Кушнарьову завдав один з його друзів — заступник директора харківського заводу «Точприбор» Дмитро Завальний. За однією із версій до вбивства Кушнарьова міг бути причетний Віктор Янукович.

## Увічнення пам'яті
17 січня 2008 у Харкові відкрита меморіальна дошка до річниці загибелі Євгена Петровича на будинку міськвиконкому. Пам'ятник Є. Кушнарьову 25 жовтня встановили на його могилі в Харкові. В результаті конкурсу, оголошеного родиною Євгена Петровича, був обраний ескіз скульптора Олександра Рідного. Відповідно до ескізу, Є. Кушнарьов буде зображений у повний зріст. В основу монумента покладена його фотографія, що розміщена на обкладинці книги «Сто кроків Харківською землею», — на ній він іде через поле, закинувши за спину піджак. За фігурою Є. Кушнарьова буде гранітна стела.
Харківський телеканал «Р1» створив до дня народження Є. П. Кушнарьова в 2010 фільм про його життя під назвою «Євгеній Кушнарьов: післямова».

## Нагороди
- Орден князя Ярослава Мудрого V (листопад 1998)[10], IV (листопад 2002)[11], III ст. (серпень 2004)[12].
- Орден Почесного легіону (1997, Франція)[13].
- Почесний громадянин Харківської області (2007)[14]

## Творчість
- «Вибори та вили» (2007, посмертне видання) (рос.)
- «Кінь рудий. Нотатки контрреволюціонера» [Архівовано 20 березня 2009 у Wayback Machine.] (2005) (рос.)
- «Сто кроків Харківською землею» (2004)

## Наукові видання
- Стратегія соціально-економічного розвитку Харківської області на період до 2011 року (повний виклад): Монографія. / Під ред. Кушнарьова Є. П. Х., 2004.
- Рівень і якість життя населення: Монографія. / Під ред. Кушнарьова Є. П. Х., 2004.

## Цікаві факти
Євген Кушнарьов став найвеличнішим харків'янином за дослідженням компанії «Research & Branding Group» по замовленню газети «Сегодня». За Кушнарьова проголосували 11 % опитаних мешканців Харкова у 2008 році.